# Чан Мінхі
Чан Мінхі (нар. 5 квітня 1999) — південнокорейська лучниця, олімпійська чемпіонка 2020 року.

## Виступи на Олімпіадах
| Олімпіада  | Дисципліна        | Місце |
| ---------- | ----------------- | ----- |
| Токіо 2020 | командна першість | 1     |